# Vareler Windmühle

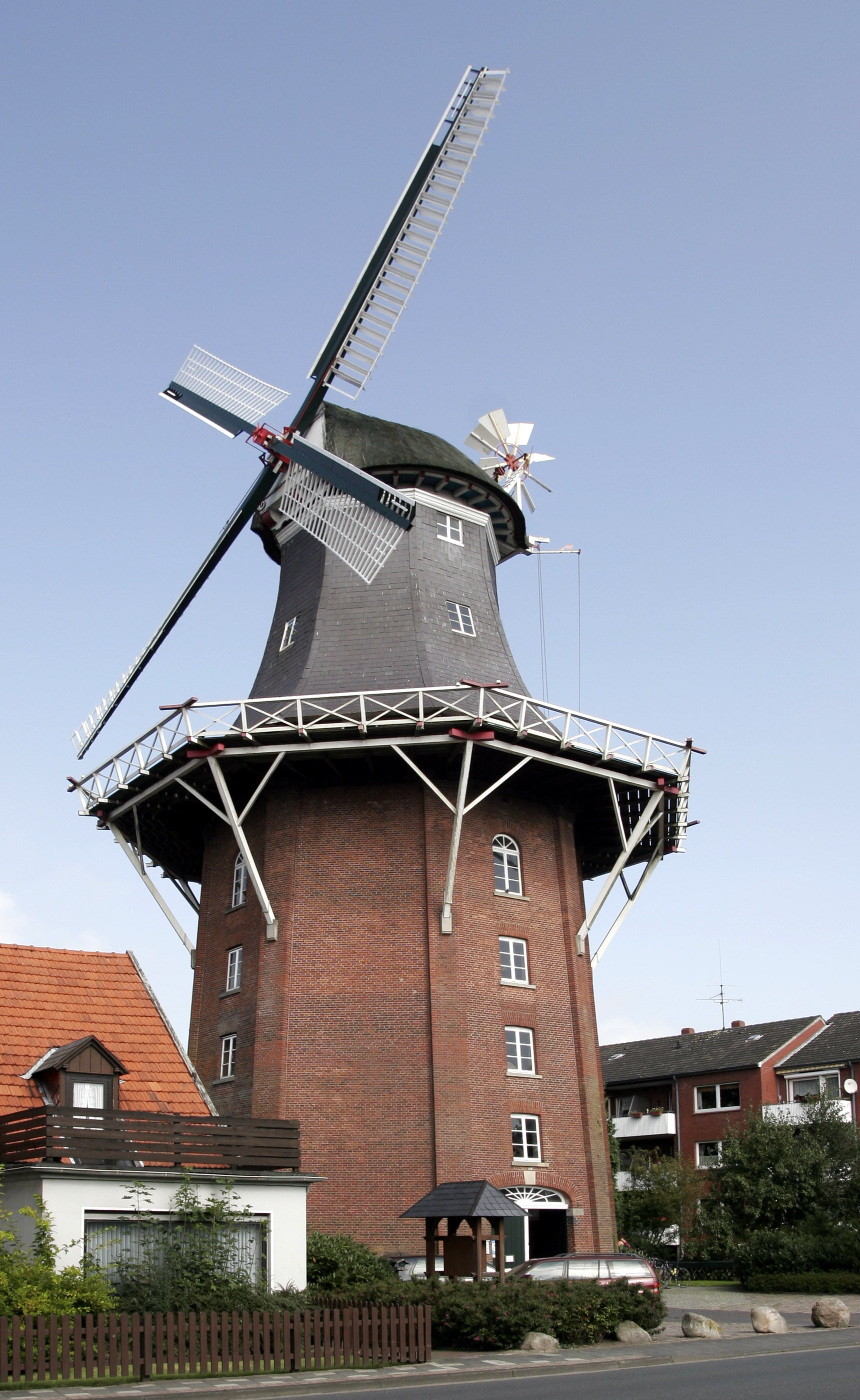
Die Vareler Windmühle

Die Vareler Windmühle, am Ort auch „Grode Möhl“ genannt, ist eine Galerieholländer-Windmühle in der niedersächsischen Stadt Varel im Landkreis Friesland. Sie ist die dritthöchste erhaltene Windmühle Deutschlands.

## Geschichte
1847 bis 1848 ließ der letzte Vareler Graf Gustav Adolf von Bentinck die Mühle erbauen. 1854 ging die Mühle in den Besitz des Großherzogtum Oldenburg über.
1919 wurde die Mühle technologisch verbessert. Eine automatische Einrichtung sorgt seitdem für die Einstellung zur Windrichtung. Sie ersetzte die zuvor eingebaute Handeinstellung. Durch eine Windrose, ganz oben auf der reetgedeckten Kappe der Mühle, werden die Flügelpaaren automatisch in die jeweilige Windrichtung gedreht. Des Weiteren wurde in dieser Zeit die Segeltuchbespannung durch verstellbare Jalousieklappenflügeln ersetzt. Durch diese Maßnahmen erhielt die Mühle ihr heutiges Aussehen.
Bis 1965 war die Mühle unter verschiedenen Müllern in Betrieb, dann wurde der Betrieb eingestellt.
1972 wurde sie von der Stadt Varel gekauft und in den Jahren 1973 und 1974 aufwändig renoviert. Dabei wurde die volle Betriebsfähigkeit wiederhergestellt. Die Mühle dient seitdem als Museumsmühle, die dem Heimatverein Varel für die Ausstellung ihrer heimatkundlichen Sammlung zur Verfügung steht. In der Mühle befinden sich über 2.000 Exponate der Heimatgeschichte des Nordoldenburger Raumes.

## Aufbau

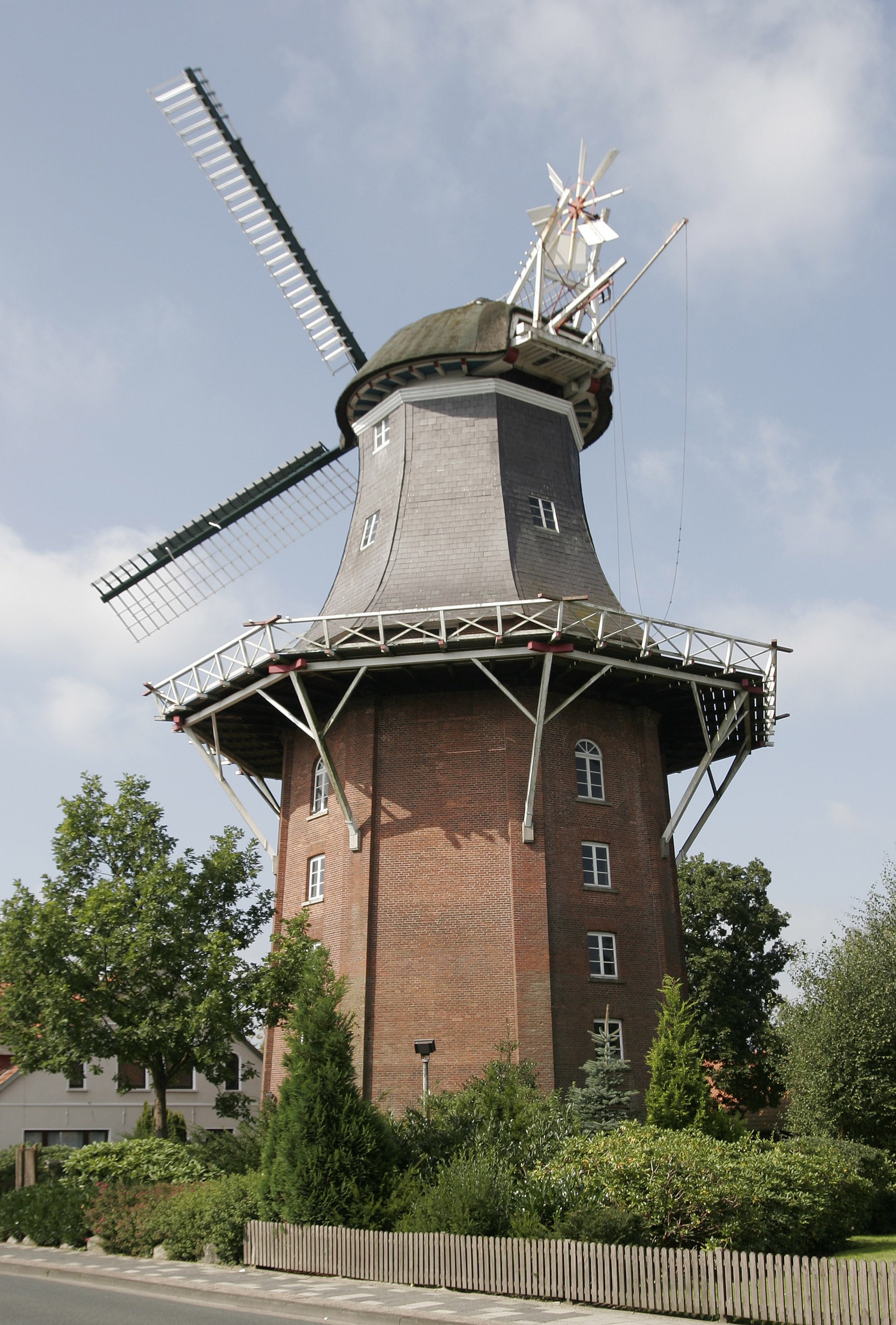
Die Windmühle von der Rückseite mit der Windrose (in Weiß) oben rechts auf der Kappe

Die Vareler Windmühle hat als Galerieholländer den typischen dreiteiligen Aufbau aus steinernem Unterbau (mit fünf Geschossen), einer im Grundriss achtkantigen Holzkonstruktion und der Kappe mit den Flügeln. Bis zur Spitze der Kappe misst die Mühle 29,80 m und zur Spitze bei senkrechter Flügellage 39 m. Die Länge eines Flügels, das heißt der Radius der Mühle, beträgt 12 m. Mit diesem Maßen ist die Varelser Windmühle die zweithöchste Mühle Deutschlands. Die Galerie befindet sich in ca. 15 m Höhe und kann als Aussichtsplattform genutzt werden. Die Windrose hat einen Durchmesser von 4,5 m. Der größte von vier Mühlsteinen hat einen Durchmesser von 2,05 m und wiegt 4.500 kg. Dies ist der größte in Deutschland bekannte Mahlstein.
Der Unterbau der Mühle besteht aus 552 m3 Klinkermauerwerk. In Bodennähe hat er eine Stärke von 1 m.

## Sonstiges
Ca. 8.000 bis 12.000 Besucher besichtigen die Mühle im Jahr. Auf der Vareler Windmühle befindet sich eine Webcam.

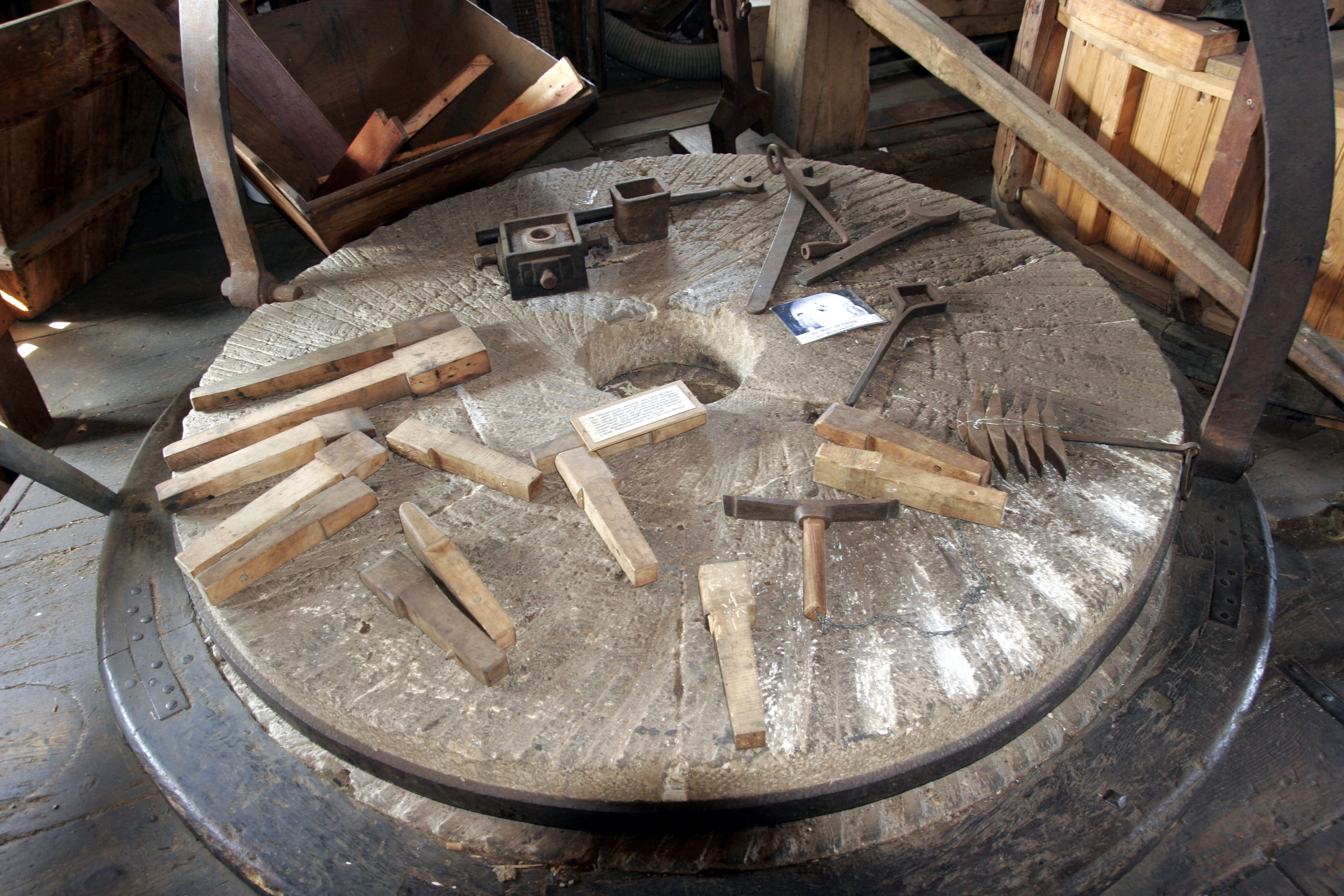
Deutschlands größter Mühlstein
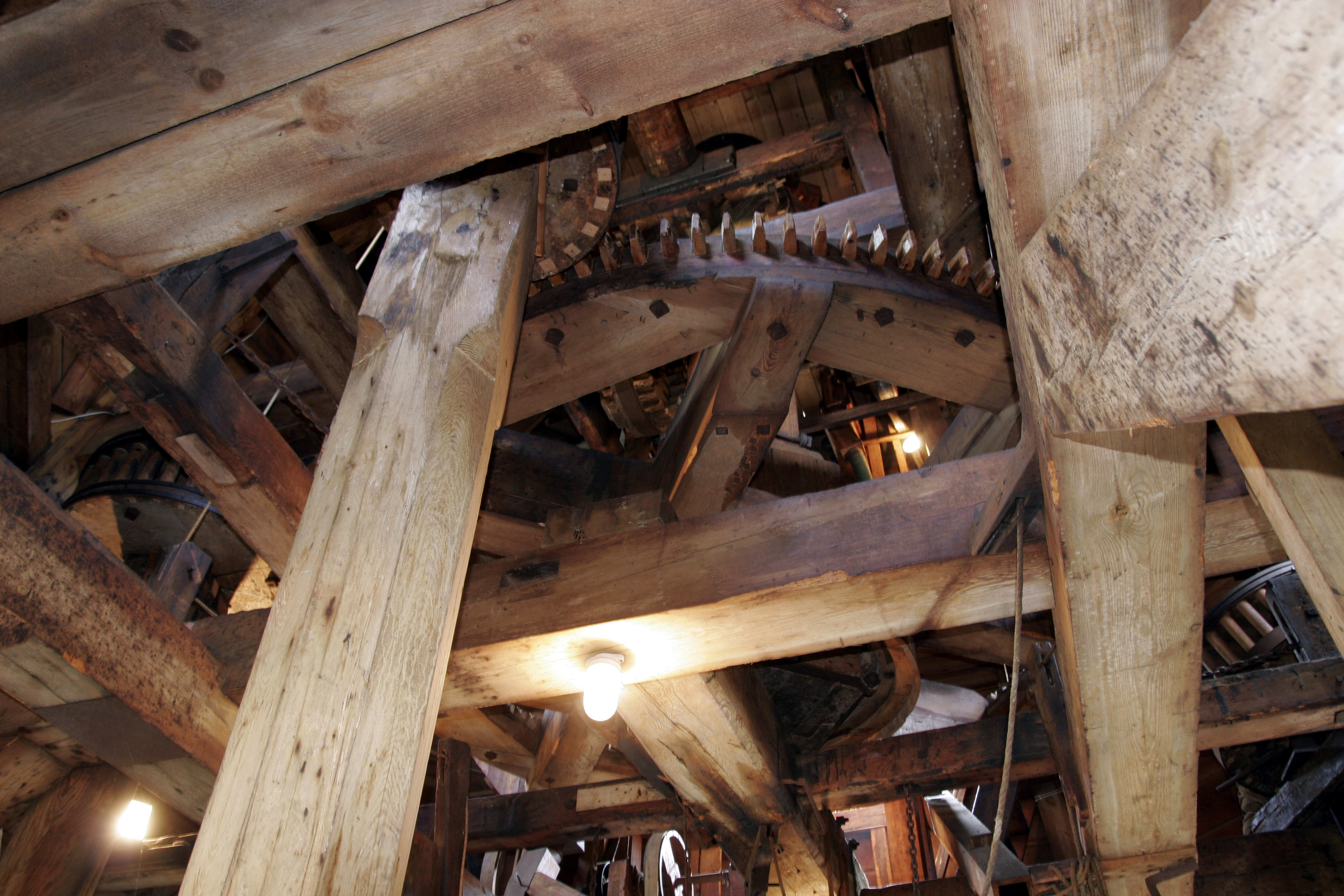
Innerhalb des Mittelteils (Holzkonstruktion) der Windmühle
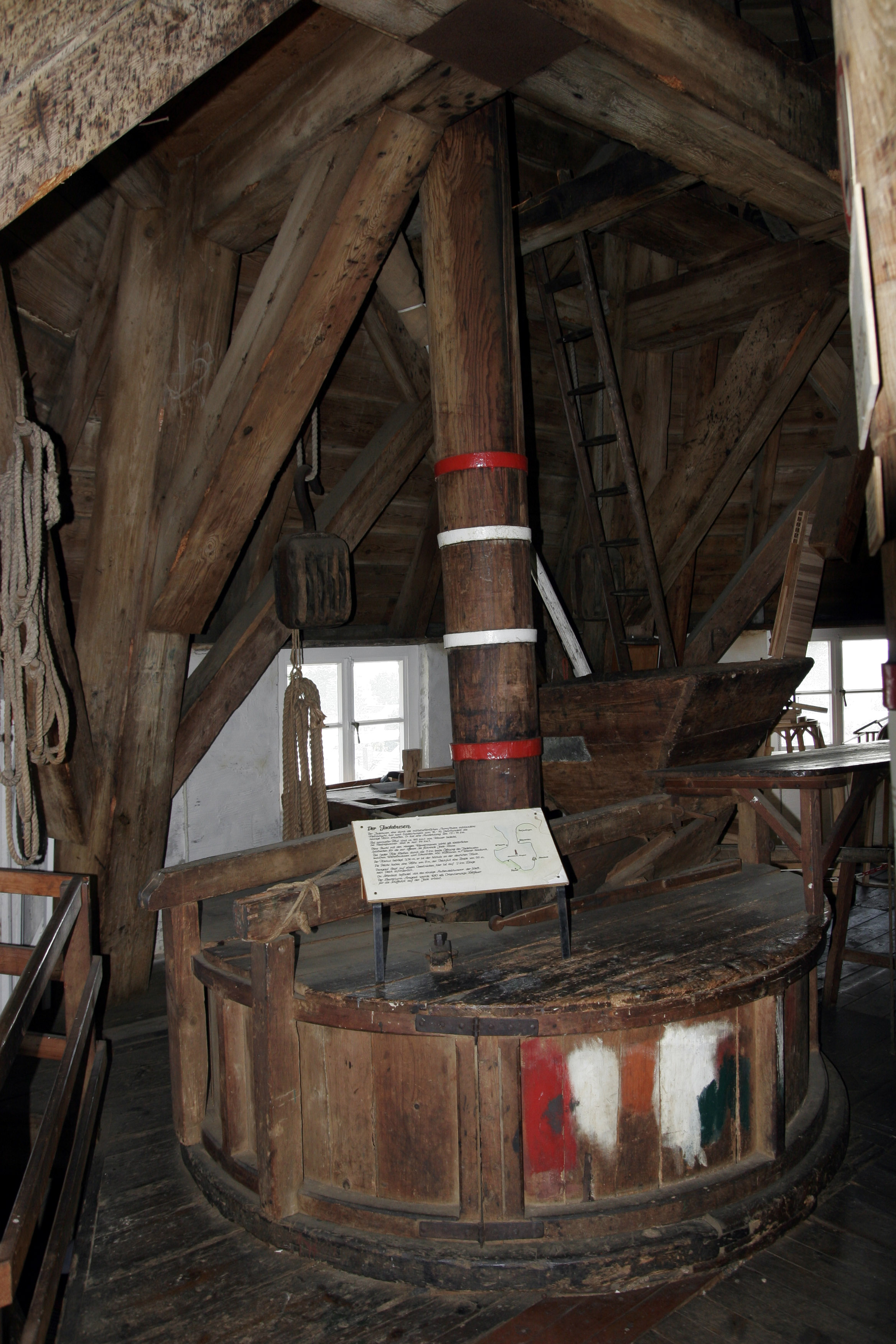
Ein vollständiger Mahlgang